# AZ Picerno
El AZ Picerno es un club de fútbol de Italia, con sede en Picerno, en Basilicata. Fue fundado en 1973, y compite en la Serie C, tercera categoría del fútbol italiano.

## Historia
Fue fundado en el año 1973 pasando como un equipo aficionado en sus primeros años de existencia hasta que en los años 1950 aparece Donato Curcio, un habitante de la ciudad que vivió varios años en Estados Unidos y que donó un millón de euros a la ciudad para la construcción de un estado comunal, el cual bautizaron con su nombre.
El 18 de abril de 2019 empató en su partido ante el Taranto FC 1927, lo que le dio matemáticamente el título de su grupo en la Serie D y por primera vez el ascenso a la Serie C.
Por las reglas de la tercera división nacional no podrán jugar en su estadio comunal por no contar con las condiciones adecuadas de la liga, por lo que sus partidos de local los tendrá que jugar en la ciudad vecina de Potenza.

## Palmarés

### Torneos interregionales
- Serie D (1): 2018-19 (Grupo H)

### Torneos regionales
- Eccellenza Basilicata (1): 2014-15
- Prima Categoria Basilicata (3): 1984-85 (Grupo A), 1994-95 (Grupo A), 2001-02 (Grupo A)
- Copa Italia de Aficionados Basilicata (1): 2013-14
- Terza Categoria Basilicata (1): 1975-76 (Grupo F)